# Сувобор
Сувобор је планина у Србији, налази се око 120 km јужно од Београда, са највишим врхом од 864 m између Рајца и Маљена. Представља вододелницу између притока Западне Мораве и Колубаре. Прекривен је младим храстовим шумама (у увалама) и шумским културама четинара које покривају његов највећи део. На локалитету Равна гора је букова шума која је опасана водотоком Граб. Унутар ње се налази Мокра пећина која је једно од изворишта Граба. На Сувобору има доста дивљачи (срна, зец, фазан) и терен је врло атрактиван за ловце.
Сувобор је богат изворима и водним токовима. Испод његових врхова су изворишта Дичине, Чемернице и њихових притока. Како планина Сувобор представља леп пејзажни простор, на читавом подручју Републике Србије располаже са највише елемената дивљине.

## Околина
Бања Врујци се налази у северозападном делу Србије, у подножју планине Сувобор и Маљен и долини реке Топлице.
Равна гора налази се на историјској планини Сувобор, 120 km од Београда, а осамдесетак од Крагујевца. Сваке године Српски покрет обнове организује превоз до ове локације на којој је подигнут споменик Дражи Михаиловићу и црква Светог Георгија.
Ба, село на обронцима планине Сувобор, познато је широј јавности по цркви из 14. века и по саветовању из 1943. који је сазвао генерал Драгољуб Михаиловић.
Горњи Бранетићи надовезују са својим висом свог северног засеока Проструга са највишим врхом од 650 м. У правцу Рајачког предела по овом узвишењу амфитеатралног типа, надовезују се категорисани и некатегорисани путеви, потез Рајачки Пут са заступљеним обележјима планинарске стазе на планинарској рути Дивчибаре - Рудник. Рељефно ова узвишења чине источни руб Сувоборског венца.
- Панорама планине Сувобор северни обронци
- Панорама планине Сувобор северни обронци
- Панорама планине Сувобор северни обронци
- Панорама планине Сувобор северни обронци
- Панорама планине Сувобор северни обронци
- Панорама планине Сувобор северни обронци
- Панорама планине Сувобор северни обронци - место Равна Гора
- Панорама планине Сувобор северни обронци - место Равна Гора
- Панорама планине Сувобор северни обронци - место Равна Гора
- Панорама планине Сувобор северни обронци - место Равна Гора
- Панорама планине Сувобор северни обронци - место Равна Гора
- Панорама планине Сувобор југоисточни обронци - место Планиница
- Панорама планине Сувобор југоисточни обронци - место Планиница
- Панорама планине Сувобор југоисточни обронци - место Планиница
- Панорама планине Сувобор југоисточни обронци - место Планиница
- Панорама планине Сувобор југоисточни обронци - место Планиница

## Колубарска битка
Колубарска битка или Сувоборска битка једна је од највећих и најзначајнијих битака између српске и аустроугарске војске у Првом светском рату. Вођена је 30 дана на фронту од 200 km, против два пута бројније и немерљиво боље опремљене аустроугарске војске.
У Струганику, на обронцима Сувобора и Маљена налази се родна кућа војводе Живојина Мишића која представља меморијални комплекс историјско-етнографског карактера. Постава се састоји из два дела, историјског и етнолошког. У собним просторијама је тематска поставка која приказује личност Живојина Мишића у контексту историјског збивања крајем прошлог и почетком овог века, с акцентом на оне догађаје у којима је војвода одиграо значајну улогу.

## Сеоски туризам
Сувоборски крај има дугу традицију у сеоском туризму.
Села Ба, Славковица, Планиница, Горњи Бањани и Прислоница у сувоборском крају, уз голијска села ивањичког краја и села околине Косјерића и Ариља, већ више деценија представљају окосницу сеоског туризма Србије и афирмисана су и ван граница наше земље.

## Ваљевске планине
Ваљевским планинама, или тзв. „Ваљевском гредом“ означава се издужени појас брдско-планинског терена који, као изразито орографска целина представља природну границу простирања подручја Северозападне Србије према југу. Овај појас пружа се на дужини од преко 50 km. Ваљевске планине су издужене у правцу запад-исток, дижући се са површи од 600 m. У склопу Ваљевских планина су следеће целине: Бобија (1272), Медведник (1244), Јабланик (1275), Повлен (1347), Маглеш, Маљен (1104) и Сувобор (864). На северозападу, Ваљевске планине се настављају појасом Подринских планина, затим се на западу преко Дрине и планине Јелице повезују са осталим планинама динарског система, док су на истоку, изворишним крацима реке Љиг - односно Накучанском преседлином одвојене од Рудника. Унутрашњи, северни део лука Ваљевских планина затвара басен слива Колубаре, а спољашњи лук је у свом југозападном делу експониран према долини Дрине, и према долини Западне Мораве - на југу.
Предели крајњих источних огранака Ваљевских планина са Рајцем као већ изграђеним туристичким центром, нетакнутом природом Равне горе, Риора и Сувобора и Коштунићима постали су центар еколошки здраве пољопривредне производње, прераде прехрамбених производа врхунског квалитета са дефинисаним географским пореклом и туризмом у знаку природних и културно-историјских вредности краја, под слоганом “Спој природе и традиције”. Бројне већ афирмисане манифестације (Косидба на Рајцу, Видовдан у Коштунићима, Дани шљива, Цвет ливада у Леушићу и др.) представљају идеалну и добро смишљену основу интегралног развоја региона са еко-туризмом као круном развоја.